# Jindřich starší z Plavna
Jindřich starší z Plavna, německy Heinrich der Ältere von Plauen (asi 1370? Fojtsko – 28. prosince 1429 hrad Lochstädt) byl německý rytíř z durynského šlechtického rodu Plavenských z Plavna. Byl 27. velmistr řádu německých rytířů.
Ve funkci velmistra působil v letech 1410 až 1413, kdy byl sesazen a následně uvězněn. Proslavil se úspěšnou obranou Malborku při obléhání polsko-litevskou armádou, která předtím drtivě zvítězila v bitvě u Grunwaldu. Někdy je též označován jako starší, aby byl odlišen od mladšího bratra stejného jména, respektive Jindřicha Reusse z Plavna, který byl velmistrem v letech 1467–1470.

## Život

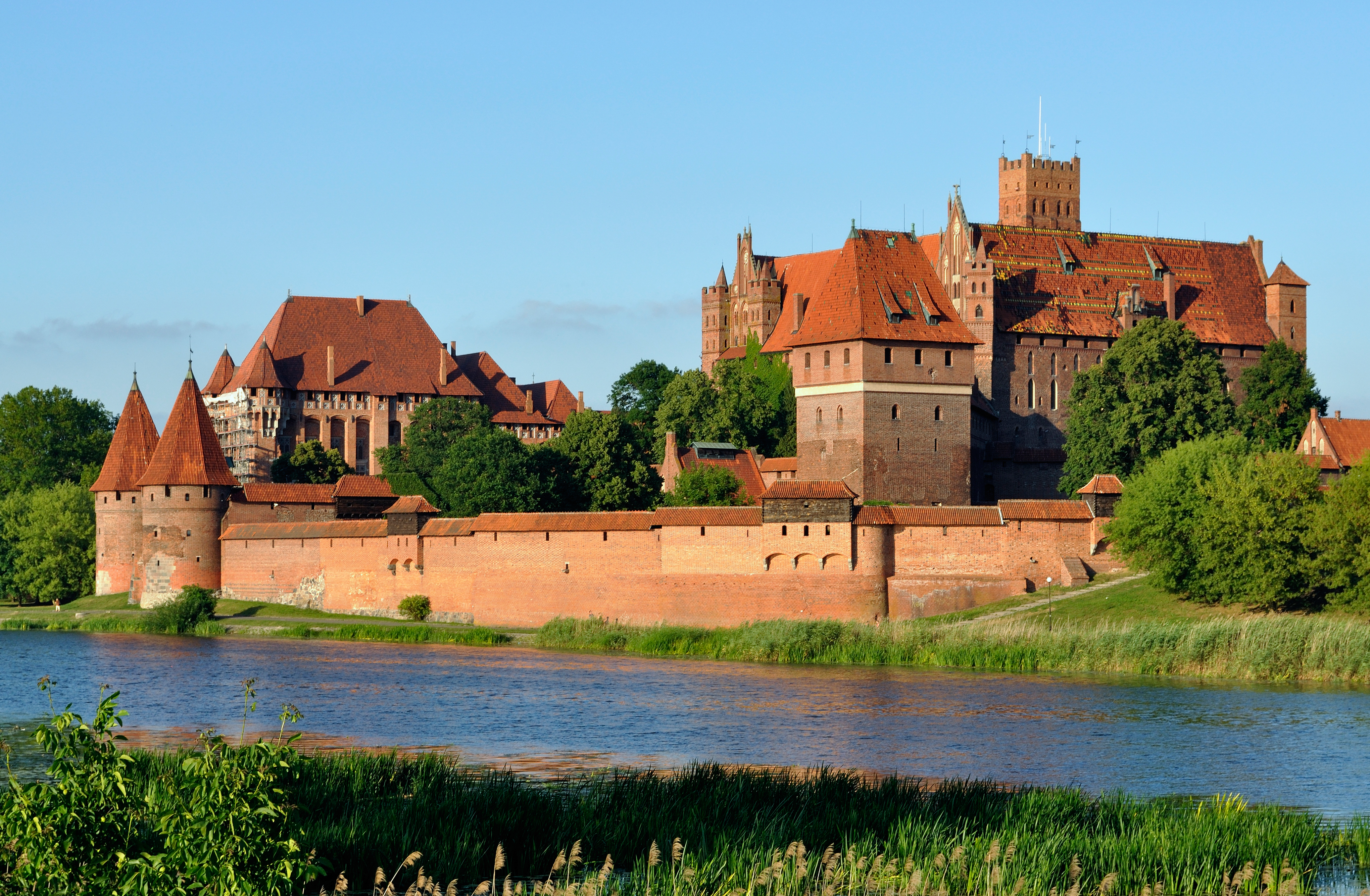
Hrad Malbork

Pocházel ze šlechtického rodu Plavenských, který sídlil ve Fojtsku. Do Pruska přišel jako host řádu v roce 1391, následně se stal řádovým bratrem a v roce 1397 zástupcem velitele města Danzig (Gdaňsk). V roce 1402 se stal komturem Nessau a za dalších šest let dostal na starosti řádový hrad Schwetz.
Samotné bitvy u Grunwaldu (1410), ve které polsko-litevská koalice přesvědčivě porazila řádovou armádu vedenou velmistrem řádu Oldřichem z Jungingenu, se neúčastnil. Když Jindřich obdržel zprávu o prohrané bitvě, shromáždil přes 2 000 mužů, s nimiž se vydal posílit hlavní řádový hrad Malbork, který se měl stát dalším cílem nepřátelské armády. Relativně pomalý pochod polsko-litevské armády od bojiště v Grunwaldu umožnil Jindřichovi zpevnit a zorganizovat obranu hradu. Hrad byl následně neúspěšně obléhán od 26. července až 19. září 1410, aby nakonec oblehatelé pokusy o dobytí vzdali, neboť neměli dostatek obléhacích strojů a střeliva, v táboře se šířila úplavice a část vojska chtěla odejít domů na žně.
Na základě tohoto úspěchu byl Jindřich ještě téhož roku zvolen novým velmistrem řádu. Již v této roli uzavřel v roce 1411 s Polsko-litevskou unií mírovou smlouvu v Toruni (První toruňský mír). Smlouva sice minimalizovala územní ztráty, Řád byl však nucen platit vysoké reparace. V roce 1413 po dalších neshodách s Polsko-litevskou unií nechal Jindřich mobilizovat řádovou armádu, avšak dříve než mohlo dojít k dalšímu střetu, byl přinucen abdikovat umírněnými rytíři, kteří odmítli riskovat další válku. Z rozkazu nového velmistra řádu Michaela Küchmeistera byl v roce 1414 uvězněn. 
Z vězení byl propuštěn v roce 1418. Poté se stal řádovým prokurátorem a 28. prosince 1429 na hradě Lochstädtu zemřel.
Tím, že Jindřich Malbork ubránil, dost možná zabránil zničení celého Řádu. Polsko-litevská koalice naopak kvůli neschopnosti dobýt hlavní město křižáckého státu částečně devalvovala hodnotu vítězství u Grunwaldu. Výsledkem bylo oddálení zániku řádového státu o více než století.